# Parco nazionale Pan de Azúcar
Il Parco nazionale Pan de Azúcar è un parco nazionale cileno, situato al confine tra la regione di Antofagasta e la regione di Atacama.

## Territorio
Il parco, ubicato circa 30 km a nord del centro abitato di Chañaral, è stato fondato nel 1986 ed ha una estensione di circa 437,54 km².

## Flora

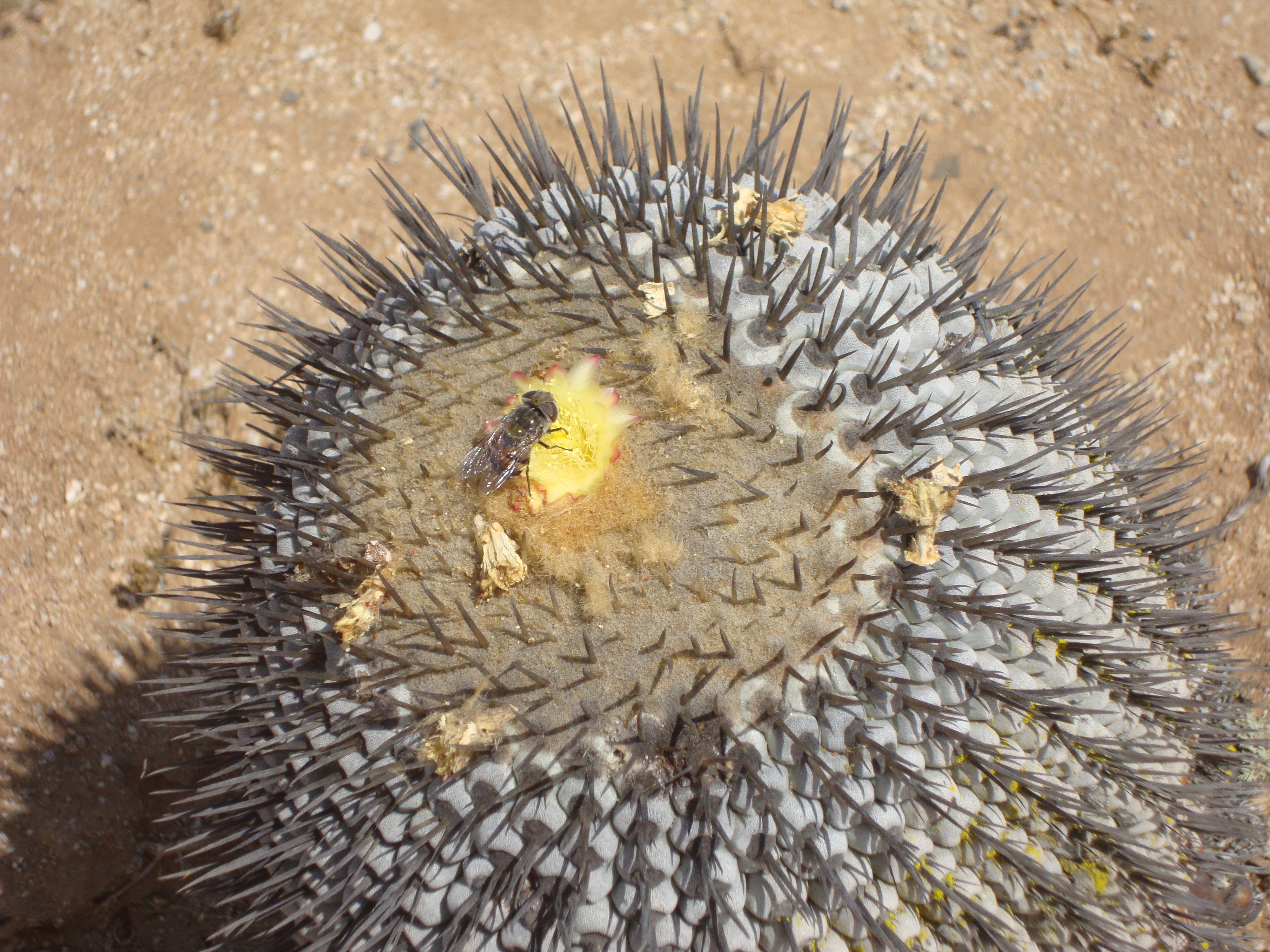
Copiapoa sp.

La flora del parco comprende diverse specie xerofile, cioè adattate al clima estremamente arido.
Tra queste abbondano le cactacee, presenti con numerose specie endemiche in prevalenza del genere Copiapoa (C. cinerascens, C. cinerea, C. hypogaea, C. longistaminea, C. montana). 
La nebbia costiera proveniente dall'oceano, nota come camanchaca, favorisce lo sviluppo di una notevole biodiversità che comprende endemismi notevoli come le bromeliacee chagual del Jote (Deuterocohnia chrysantha) e chagual dulce (Puya boliviensis), il monte amarillo (Gutierrezia taltalensis - Asteraceae), il pirqún (Anisomeria chilensis - Phytolaccaceae), il palo negro (Heliotropium philippianum - Boraginaceae), il quinchamalí (Quinchamalium carnosum - Schoepfiaceae).

## Fauna
Le specie più significative presenti nel parco sono il guanaco (Lama guanicoe), tra i mammiferi, e il pinguino di Humboldt (Spheniscus humboldti)  e il petrello tuffatore del Perù (Pelecanoides garnotii) tra gli uccelli.